# Gilles Archambault
Gilles Archambault (ur. 19 września 1933 w Montrealu) – kanadyjski pisarz, tworzący w języku francuskim, Quebekczyk.
Ukończył studia w Collège Sainte-Marie de Montréal oraz na Uniwersytecie Montrealu. Później pracował jako dziennikarz prasowy i radiowy.
W 1981 otrzymał nagrodę Prix Athanase-David. W 1987 książka jego autorstwa L'obsédante obèse et autres aggressions została uhonorowana nagrodą Governor General's Award w kategorii fikcja literacka francuskojęzyczna.

## Dzieła

### Powieści
- Une suprême discrétion (1963)
- La vie à trois (1965)
- Le tendre matin (1969)
- Parlons de moi (1970)
- La fleur aux dents (1971)
- La fuite immobile (1974)
- Le voyageur distrait (1981)
- À voix basse (1983)
- L'obsédante obèse et autres aggressions (1987)
- Les choses d'un jour (1991)
- Un homme plein d'enfance (1996)

### Antologia
- L'Atelier imaginaire: nouvelles (1991)